# Série de pièces commémoratives américaines de la Médaille d'honneur
La série de pièces commémoratives américaines de la Médaille d'honneur est une série commémorative, non circulante, émise par la Monnaie des États-Unis en 2011 et frappée par les Monnaies de Philadelphie et de San Francisco.
Elle est autorisée par la loi 111-91 du 6 novembre 2009, qui prévoit l'émission d'une série de pièces en commémoration du 150e anniversaire de la création de la Médaille d'Honneur des États-Unis et en reconnaissance des personnes dont le service s'est distingué par elle.
La série fait partie d'un programme de pièces commémoratives qui comprend une pièce de 1 dollar en argent et une pièce en or d'une valeur de 5 dollars.

## Contetxe
La médaille d'Honneur (MOH) est la plus haute décoration militaire des Forces Armées des États-Unis et est attribuée pour reconnaître les soldats, marins, marines, aviateurs, gardiens et garde-côtes américains qui se sont distingués par des actes de bravoure. La médaille est normalement décernée par le Président des États-Unis — le commandant en chef des forces armées — et est présentée « au nom du Congrès des États-Unis ».

## Législation
La loi publique 111-91 prévoit l'émission de pièces commémoratives, une pièce de 1 dollar en argent et une de 5 dollar en or en reconnaissance et la célébration de la création de la médaille d'honneur en 1861. Elle est approuvée par le Chambre des représentants le 14 mai 2009 et par le Sénat le 22 octobre. Le président Barack Obama la signe le 6 novembre 2009.

## Dessin
Le directeur adjoint de la Monnaie des États-Unis, Andy Brunhart, présente le 29 septembre 2010 les dessins du programme de pièces commémoratives de la Médaille d'Honneur de 2011, dans le cadre de la convention annuelle de la société de la Médaille d'Honneur du Congrès dans la ville de Charleston.

### Dollar

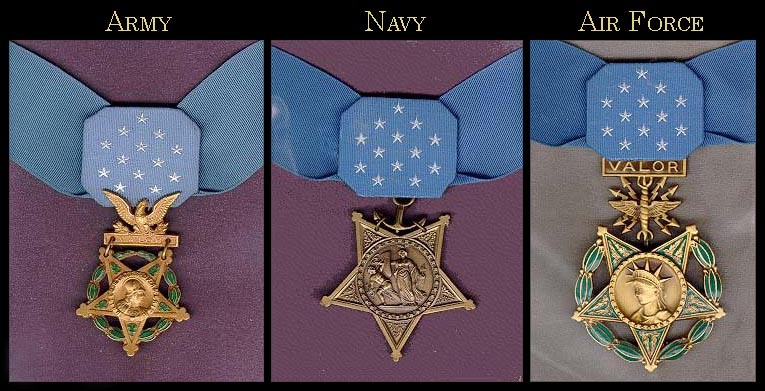
Les Médailles d'Honneur des États-Unis (Force Aérienne, Marine et Armée de Terre), qui sont reproduites sur l'avers de la pièce commémorative.

Sur l'avers de la pièce, conçu et gravé par Jim Licaretz, sont représentées les trois types de la Médaille d'Honneur des États-Unis, relatifs à chaque branche des Forces Armées : l'Armée de Terre, la Marine et la Force Aérienne, accompagnées des rubans étoilés caractéristiques. En haut, s'ajoutent les devises LIBERTY et IN GOD WE TRUST, traditionnelles des pièces américaines, et en bas l'expression MEDAL OF HONOR et la double date de la commémoration du 150e anniversaire : 1861 - 2011,
Le revers, conçu par Richard Masters, du programme Artistic Infusion (AIP) et gravé par Phebe Hemphill, il reproduit une scène d'un soldat d'infanterie contemporain portant sur son dos un camarade blessé, en souvenir de la bravoure et de l'esprit de sacrifice de tous les récipiendaires de la médaille. Le motif choisi répond également aux critères établis par le Congrès en 1963, qui exigent que toutes les Médailles d'Honneur soient décernées pour des actions héroïques au combat. La devise E PLURIBUS UNUM, la mention du nom du pays, UNITED STATES OF AMERICA et de la valeur faciale de la pièce, ONE DOLLAR complètent le design du revers,,.

### Half eagle

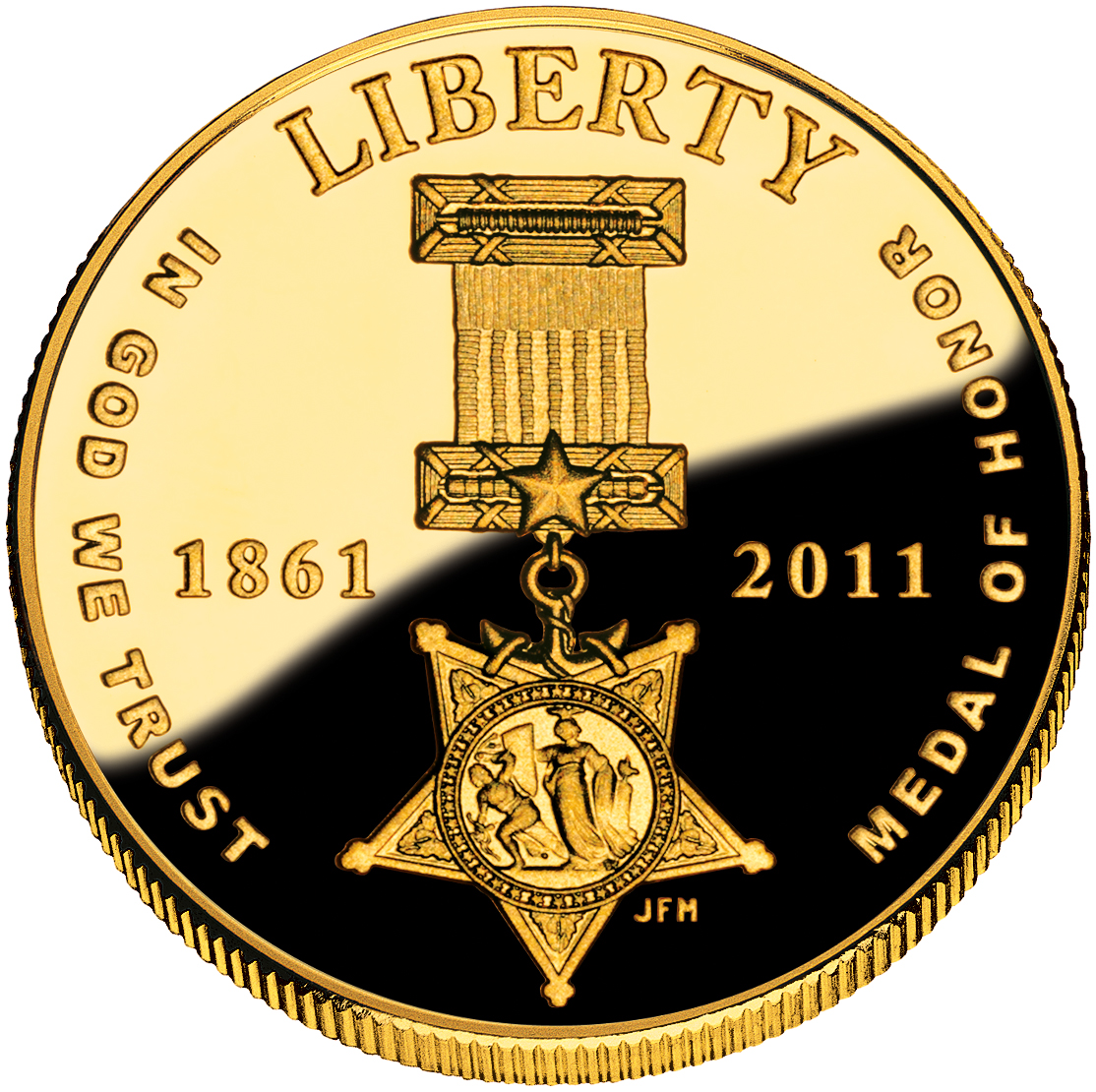
L'avers du half eagle de la médaille d'Honneur.

L'avers de la pièce de 5 dollars, réalisé par Joseph Menna, comprend la médaille d'honneur originale, autorisée par le Congrès comme la plus haute décoration personnelle de la Marine. La double date de 1861-2011 est incluse pour marquer le 150e anniversaire. La face est complétée par les légendes LIBERTY, IN GOD WE TRUST et MEDAL OF HONOR,.
Sur le revers, créé par Joel Iskowitz et gravé par Michael Gaudioso, on retrouve Minerve, inspirée de l'image centrale commune aux médailles d'honneur originales de la marine et de l'armée. Minerve, debout, tenant dans sa main droite un bouclier représentant l'armée et la marine et dans sa main gauche le drapeau de l'Union, est flanquée d'un canon d'artillerie de campagne et d'une roue datant de l'époque de la guerre de Sécession. Les légendes légales UNITED STATES OF AMERICA et E PLURIBUS UNUM ainsi que la valeur faciale 5 $ entourent le dessin,.

## Production et vente
La loi autorisant l'émission de cette série commémorative prévoit un tirage maximal de 500 000 exemplaires de la pièce de 1 dollar et 100 000 de la pièce de 5 dollars. Les dollars sont produits à la Monnaie de San Francisco dans sa version brillant universel, tandis que la Monnaie de Philadelphie frappe les pièces avec une finition belle épreuve. Philadelphie s'occupe également de l'émission des halg eagles brillant universel tandis que la Monnaie de West Point produit les belle épreuve. Leur mise en circulation est disponible pour l'acquisition par le public à partir du 25 février 2011.
La production est de 44 752 pièces en argent dans sa condition brillant universel et 112 833 en version belle épreuve, ce qui fait un total de 157 585 exemplaires. Les pièces en or de 5 dollars se vendent au nombre de 17 999 en belle épreuve et 8 233 en brillant universel, un total de 26 232 unités.
La pièce de 1 dollar est commercialisée aux prix de 59,95 dollars en condition brillant universel et 54,95 dollars en version belle épreuve. La version brillant universel de la pièce de 5 dollars en or est disponible au prix de 444,95 dollars tandis que la version belle épreuve est au prix de 454,95 dollars. Conformément à la loi qui autorise son émission, 10 dollars de la vente de chaque pièce sont destinés à la Fondation de la Médaille d'Honneur du Congrès, pour aider à perpétuer l'héritage de la médaille en finançant des programmes visant à promouvoir les valeurs de sacrifice, de service altruiste et de patriotisme parmi la population des États-Unis.